# BMW 326
La BMW 326 est une berline de taille moyenne produite par le constructeur automobile BMW entre 1936 et 1941, puis de nouveau brièvement, sous contrôle soviétique, après 1945. La 326 est la première berline à quatre portes de BMW. Elle avait un design innovant et bien été vendue malgré son prix relativement élevé.
La 326 a été présentée au salon de l'automobile de Berlin en février 1936. Dotée d'une nouvelle suspension, d'un moteur 2 L, de freins hydrauliques aux quatre roues et d'une boîte à vitesses Hurth à quatre rapports, elle pouvait atteindre une vitesse maximale de 115 km/h.
Le châssis de ce modèle a servi de base pour la conception de la Bristol 400, du constructeur britannique Bristol Cars.

## Historique

### Développement

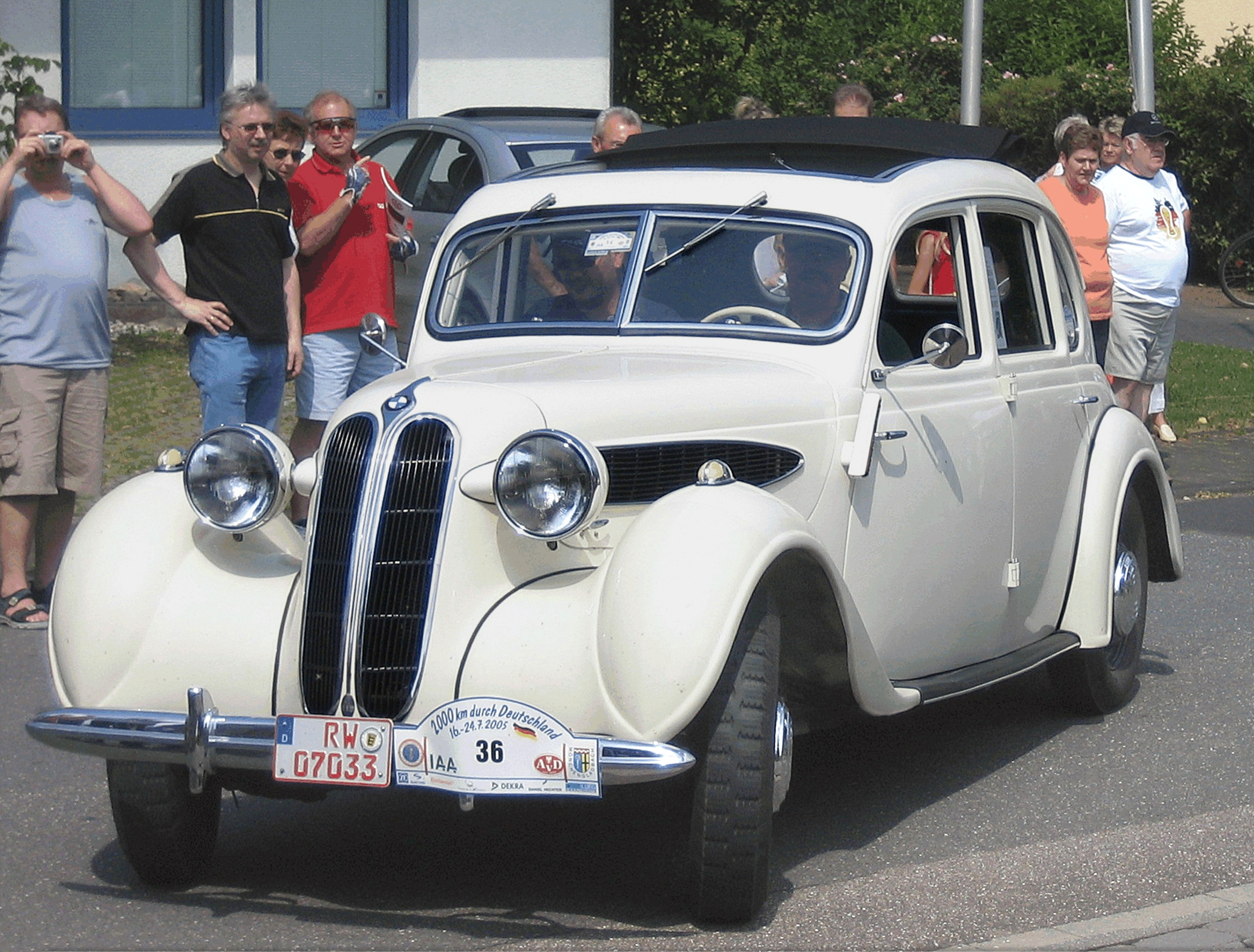
BMW 326, année modèle 1939, au rallye de voitures anciennes « 2000 km à travers l’Allemagne ».

En 1935, BMW a développé la 326 en tant que voiture de milieu de gamme quatre portes avec le moteur six cylindres de la BMW 319, dont la cylindrée et la puissance ont été légèrement augmentées. Le châssis a été nouvellement développé avec des amortisseurs à levier hydraulique sur les deux essieux et deux ressorts à barre de torsion longitudinale sur l’essieu arrière rigide guidés par des liens.
BMW a présenté la voiture au Salon de l'automobile de Francfort en février 1936.
Selon les plans de BMW, la 326 devait être remplacée en 1940 par la BMW 332 avec une carrosserie ponton, un hayon, un moteur six cylindres en ligne de 2,0 litres modifié et un châssis adapté de la 326. Cependant, après le début de la Seconde Guerre mondiale, seuls trois modèles de pré-série de la successeur prévue ont été fabriqués.

### Commercialisation
La voiture est devenue un véritable modèle de volume ; au moment où la production s’est arrêtée en 1941, 15 949 unités avaient été vendues, malgré le petit cabriolet vendu pour 6 650 Reichsmark.
| Chiffres de production | Année | 1936  | 1937  | 1938  | 1939  | 1940 | 1941 | Total  |
| ---------------------- | ----- | ----- | ----- | ----- | ----- | ---- | ---- | ------ |
| BMW 326                |       | 2.098 | 4.939 | 4.705 | 3.313 | 776  | 118  | 15.949 |

### BMW 326/2
Dans les premiers mois après la guerre, les ouvriers restants ont commencé à nettoyer et à reconstruire l’usine automobile d’Eisenach, qui avait été détruite à 60 %. Certaines pièces d’origine fabriquées avant la guerre ont été mises au jour, certaines gisant sous les décombres. Avec ces pièces, ainsi que celles d’autres véhicules (par exemple, la type 321/2) qui ont été construits jusqu’à fin 1945/éventuellement début 1946, trois cabriolets 326/2 (numéros de châssis 116 001 à 116 003) et 18 berlines 326/2 (numéros de châssis 120 001 à 120 018) ont été assemblés.
Pour les distinguer des véhicules produits précédemment, ces véhicules BMW ont reçu les nouveaux numéros de châssis ci-dessus et la désignation de type interne /2 supplémentaire par l’usine automobile d’Eisenach. Inévitablement, il y a eu des déviations isolées dans l’exécution de ces productions «à partir de décombres».
De 1949 à 1955, une version modernisée de la 326, l’EMW 340, est construite à l’usine automobile d’Eisenach.

## Technologie

### Moteur
Le moteur de la 326 était un six cylindres d’une cylindrée de deux litres, avec deux carburateurs et une puissance de 50 ch. La boîte de vitesses avait quatre vitesses, elle était partiellement synchronisée et elle avait une roue libre pour les deux premières vitesses. La vitesse maximale était de 115 km/h, ce qui est compatible pour l’autoroute.

### Cadre, châssis et carrosserie

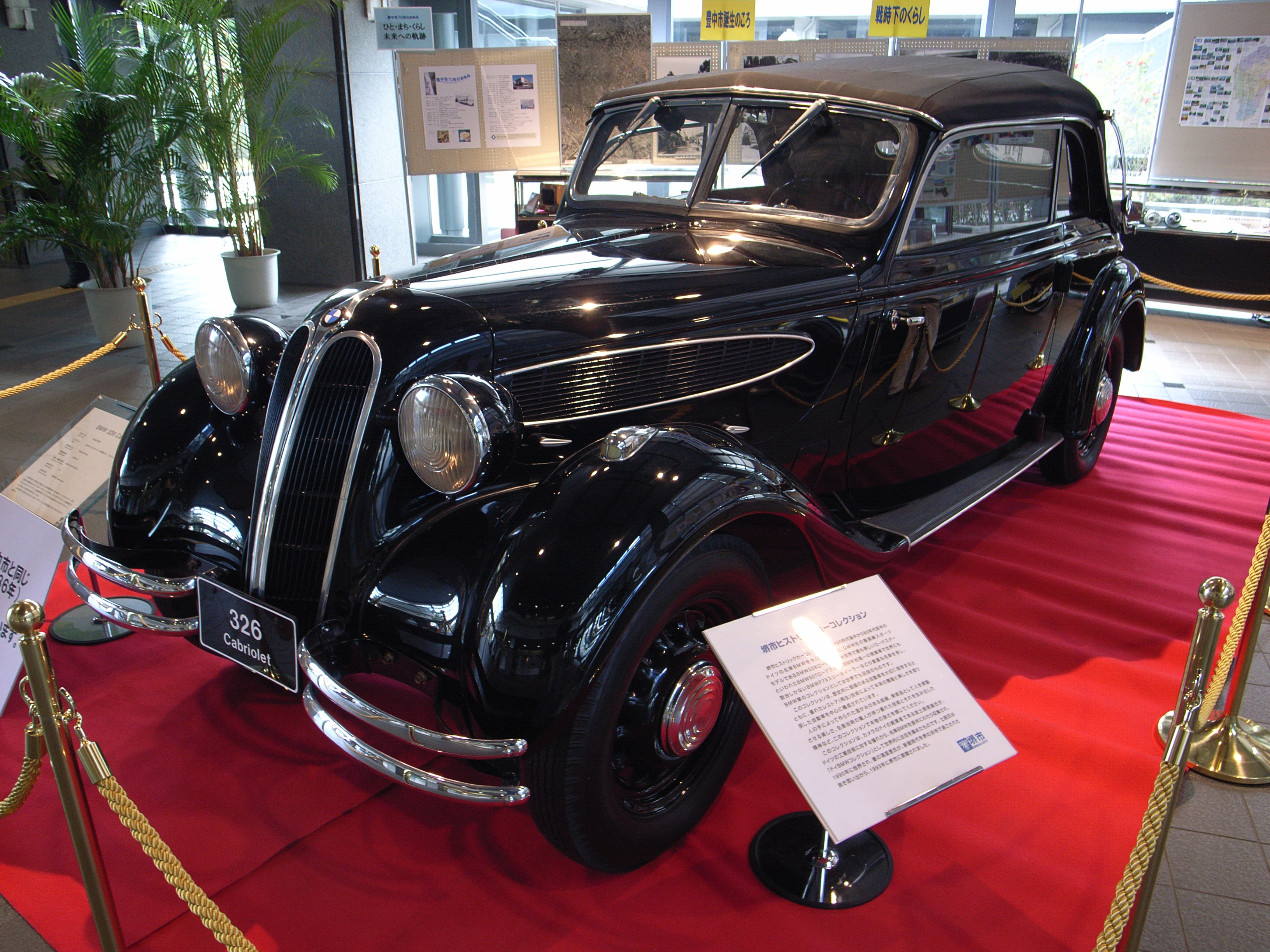
BMW 326 cabriolet

Le cadre du caisson était soudé à la carrosserie et était fourni par Ambi-Budd Presswerk à Berlin-Johannisthal, tout comme le toit, les portes, les sièges, les vitrages et tous les éléments de carrosserie. Les ailes, le capot, les marchepieds, les pare-chocs, le couvercle de transmission, le couvercle d’arbre de transmission, tous les revêtements de sol devant les sièges avant et la plaque de recouvrement dans le coffre étaient fabriqués par BMW. En conséquence, il y avait deux listes de pièces - une de BMW et une d’Ambi-Budd.
L’essieu arrière rigide était guidé sur les leviers de support des ressorts de la barre de torsion via des bielles courtes et un triangle monté sur le carter de différentiel. Les roues avant étaient suspendues individuellement : en bas sur un ressort à lames transversal et en haut sur des triangles. Les freins à tambour du frein de service étaient à commande hydraulique. Une berline, un cabriolet deux portes et un cabriolet quatre portes sont proposés en variantes de carrosserie, le tout dans une forme profilée qui était contemporaine à l’époque. La roue de secours était cachée.